# 氏神さま〜私たちの身近な祈り〜
『氏神さま〜私たちの身近な祈り〜』（うじがみさま わたしたちのみぢかないのり）は、三重テレビが制作し、独立協加盟局などで放送された、氏神信仰をテーマにしたドキュメンタリー番組である。三重テレビでは2021年4月から2022年1月まで放送された。放送回数は全10回。

## 概要
制作局である三重テレビでは、毎月第4土曜日の21:00 - 21:55（JST）に本放送、翌月第1土曜日の同時間帯に再放送を行う。

## 各話リスト
| 回 | タイトル            |
| -- | ------------------- |
| 1  | 日本の神々          |
| 2  | ご先祖さま          |
| 3  | 氏神さまの登場      |
| 4  | 一宮                |
| 5  | 武家の守護神I 源氏  |
| 6  | 武家の守護神II 平家 |
| 7  | 離島にみる氏神さま  |
| 8  | 祭りの宮座          |
| 9  | 百味の御食          |
| 10 | あなたの氏神さまは  |

## 出演者
全回通しての出演はナレーションでフリーアナウンサーの向ますみ（元同局アナウンサー）。
第1回
- 音羽悟（神宮司庁広報室広報課長）
- 松本明徳（阿射加神社宮司）
- 穂積裕昌（三重県埋蔵文化財センター調査研究4課長)

第2回
- 宇治土公貞尚（猿田彦神社宮司）
- 新居一城（猿田彦神社権禰宜）
- 舛谷武（玉置神社宮司）
- 東谷進一郎（玉城町積良地区）
- 玉置倬生（奈良県吉野郡十津川村字竹筒総代）

第3回
- 中東弘（枚岡神社宮司）
- 花山院弘匡（春日大社宮司）
- 松村和歌子（春日大社国宝殿主任学芸員）
- 遠藤慶太（皇學館大学文学部国史学科教授） - 第4回・第10回にも出演
- 千種清美（皇學館大学非常勤講師/番組脚本担当） - 第4回・第5回・第6回・第10回にも出演

第4回
- 辰守弘（真清田神社宮司）
- 野村尚徳（尾張大国霊神社権禰宜）
- 小野俊之（寒川神社権禰宜） - 第5回にも出演
- 木村富雄（大志連区の歴史と文化を知る会代表）

第5回
- 阿久津卓也（鶴岡八幡宮権禰宜） - 第10回にも出演
- 岡野友彦（皇學館大学文学部長国史学科教授） - 第6回・第10回にも出演

第6回
- 福田道憲（厳島神社禰宜）

第7回
- 橋本好史（美多羅志神社・八幡神社宮司）
- 山本政直（禰宜ドン）
- 橋本計幸（令和2年度鳥羽磯部漁業協同組合和具浦支所運営委員長）
- 山本春久（答志和具町内会会長）
- 濱口ちづる（海女振興協議会鳥羽市海女代表）

第8回
- 不破義人（桑名宗社宮司）
- 伊藤文郎（桑名石取祭保存会会長）
- 増田秀麿（多度大社権禰宜）
- 石川久信（多度大社総代会長）
- 石川日出生（多度区長/多度大社氏子）
- 伊藤陸人（上げ馬神事平成27年戸津地区代表騎手） - 第10回にも出演

第9回
- 坂口智紀（談山神社権禰宜）
- 吉川雅章（長尾神社宮司/大阪国学院講師）
- 上杉忍（多武峰区区長/談山神社氏子）
- 上杉征子（談山神社氏子）
- 陶原泰代（談山神社氏子）
- 福本静代（談山神社氏子）

第10回
- 櫻井治男（皇學館大学名誉教授）

## ネット局
| 放送対象地域 | 放送局                               | 系列   | 放送日時 |
| ------------ | ------------------------------------ | ------ | --- |
| 三重県       | 三重テレビ放送（MTV）〈制作局〉      | JAITS  | 第01回：2021年04月24日 21:00 - 第02回：2021年05月22日 21:00 - 第03回：2021年06月26日 21:00 - 第04回：2021年07月24日 21:00 - 第05回：2021年08月28日 21:00 - 第06回：2021年09月25日 21:00 - 第07回：2021年10月23日 21:00 - 第08回：2021年11月27日 21:00 - 第09回：2021年12月25日 21:00 - 第10回：2022年01月22日 21:00 - |
| 岐阜県       | 岐阜放送（GBS）                      | JAITS  | 第01回：2021年12月07日 23:06 - 第02回：2021年12月14日 23:06 - 第03回：2021年12月21日 23:36 - 第04回：2022年01月04日 23:06 - 第05回：2022年01月11日 23:06 - 第06回：2022年01月18日 23:06 - 第07回：2022年01月25日 23:06 - 第08回：2022年02月01日 23:06 - 第09回：2022年02月08日 23:06 - 第10回：2022年02月15日 23:06 - |
| 栃木県       | とちぎテレビ（GYT）                  | JAITS  | 第01回：2021年06月05日 18:00 - 第02回：2021年06月27日 19:30 - 第03回：2021年07月25日 19:30 - 第04回：2021年08月22日 19:00 - 第05回：2021年09月19日 19:00 - 第06回：2021年10月24日 19:00 - 第07回：2021年11月21日 19:00 - 第08回：2021年12月29日 19:00 - 第09回：2022年01月23日 19:00 - 第10回：2022年02月27日 19:00 - |
| 埼玉県       | テレビ埼玉（TVS）                    | JAITS  | 第01回：2021年05月09日 20:00 - 第02回：2021年07月03日 20:00 - 第03回：2021年08月15日 20:00 - 第04回：2021年08月17日 19:30 - 第05回：2021年09月12日 19:00 - 第06回：2021年10月18日 19:00 - 第07回：2021年11月06日 19:00 - 第08回：2021年12月12日 19:00 - 第09回：2022年2月6日 20:00 - 第10回：                         |
| 神奈川県     | テレビ神奈川（TVK）                  | JAITS  | 第01回：2022年01月04日 19:00 - 第02回：2022年01月11日 19:00 - 第03回：2022年01月18日 19:00 - 第04回：2022年01月25日 19:00 - 第05回：2022年02月01日 19:00 - 第06回：2022年02月08日 19:00 - 第07回：2022年02月22日 19:00 - 第08回：2022年03月15日 19:00 - 第09回：2022年03月22日 19:00 - 第10回：2022年03月29日 19:00 - |
| 東京都       | 東京メトロポリタンテレビジョン（MX） | JAITS  | 第01回：2021年12月27日 22:00 - 第02回：2021年12月28日 22:00 - 第03回：2021年12月29日 22:00 - 第04回：2021年12月30日 22:00 - 第05回：2021年12月31日 22:00 - 第06回：2022年01月01日 13:00 - 第07回：2022年01月01日 16:00 - 第08回：2022年01月02日 16:00 - 第09回：2022年02月11日 12:00 - 第10回：2022年02月23日 12:00 - |
| 千葉県       | 千葉テレビ放送（CTC）                | JAITS  | 第01回：2021年05月09日 19:00 - 第02回：2021年06月06日 19:00 - 第03回：2021年07月25日 19:00 - 第04回：2021年08月22日 19:00 - 第05回：2021年09月12日 19:00 - 第06回：2021年12月12日 19:00 - 第07回：2022年01月23日 19:00 - 第08回：2022年02月06日 19:00 - 第09回：2022年02月13日 19:00 - 第10回：2022年02月27日 19:00 - |
| 京都府       | 京都放送（KBS）                      | JAITS  | 第01回：2021年05月27日 19:00 - 第02回：2021年06月17日 19:00 - 第03回：2021年07月15日 19:00 - 第04回：2021年08月19日 19:00 - 第05回：2021年09月16日 19:00 - 第06回：2021年10月21日 19:00 - 第07回：2021年11月18日 19:00 - 第08回：2021年12月16日 19:00 - 第09回：2022年01月20日 19:00 - 第10回：2022年02月17日 19:00 - |
| 兵庫県       | サンテレビジョン（SUN）              | JAITS  | 第01回：2021年05月23日 14:00 - 第02回：2021年06月27日 14:00 - 第03回：2021年07月25日 14:00 - 第04回：2021年08月15日 14:00 - 第05回：2021年09月26日 14:00 - 第06回：2021年10月24日 14:00 - 第07回：2021年11月14日 21:00 - 第08回：2021年12月12日 21:00 - 第09回：2022年01月30日 16:00 - 第10回：2022年02月13日 16:30 - |
| 全国放送     | BSフジ                               | BS放送 | 第01回：2022年01月22日 13:00 - 第02回：2022年01月29日 13:00 - 第03回：2022年02月05日 13:00 - 第04回：2022年02月12日 13:00 - 第05回：2022年02月19日 13:00 - 第06回：2022年02月26日 13:00 - 第07回：2022年03月05日 13:00 - 第08回：2022年03月12日 13:00 - 第09回：2022年03月19日 13:00 - 第10回：2022年03月26日 13:00 - |

## スタッフ
- 制作著作：三重テレビ放送